# Telesat 5
Telesat 5 fue una cadena española de TV gestionada por Gestevisión Telecinco  que emite programas y series de Telecinco. Formaba parte de la oferta de canales de la  de la TDT.

## Historia
Telesat 5 comenzó sus emisiones regulares el 5 de septiembre de 1994, aunque previamente ya había estado emitiendo en pruebas desde abril de ese mismo año.
Su programación se fundamentaba en la repetición de antiguos programas de la cadena Telecinco (denominada Tele 5 por aquel entonces) como "Xuxa Park", "VIP Noche", etc. También emitían series de dibujos animados.
El 15 de diciembre de 1994 codificó su señal junto con el resto de cadenas que conformaban la plataforma Cotelsat (Cinemanía 2/Canal 31, Telenoticias/Antena 3 Satélite, Canal Clásico, y Teledeporte).
El canal siguió emitiendo aún después del cierre de la plataforma Cotelsat. Finalizó sus emisiones el 15 de septiembre de 1997. Cuanto llegó el Vía Digital.